# Tanja Karišik-Košarac
Tanja Karišik-Košarac (en serbe : Тања Каришик Кошарац), née le 23 juillet 1991 à Sarajevo, est une biathlète et fondeuse bosnienne.

## Biographie
En biathlon, après des débuts en Coupe du monde, elle dispute son premier championnat majeur aux Jeux olympiques d'hiver de 2010, où elle se classe 87e du sprint. Quatre ans plus tard, pour ses deuxièmes jeux olympiques, elle prend la 77e du sprint.
Elle compte deux sélections aux Championnats du monde junior en 2011 et 2012, où elle prend notamment la 25e place de l'individuel. Aux Championnats du monde sénior, elle court les éditions 2011, 2012, 2013 et 2017. Dans l'IBU Cup, la Coupe d'Europe, son meilleur résultat est 14e à Osrblie en 2009.
En ski de fond, elle prend part au dix kilomètres lors des éditions 2010, 2014 et 2018, enregistrant comme meilleur résultat une 65e place en 2018. Aux Championnats du monde de ski nordique, en trois participations, son meilleur résultat est 66e du sprint en 2017 à Lahti.
Au niveau continental, elle remporte le classement général de la Coupe des Balkans en 2015.
Son mari est le biathlète Nemanja Košarac.

## Résultats aux Jeux olympiques

### Ski de fond
| Vancouver 2010 | 71e                              | Épreuve inexistante à cette date |
| Sotchi 2014    | Épreuve inexistante à cette date | 69e                              |
| Vancouver 2018 | 65e                              | Épreuve inexistante à cette date |

### Biathlon
| Édition        | Épreuves   | Épreuves | Épreuves  | Épreuves   | Épreuves | Épreuves                         |
| Édition        | Individuel | Sprint   | Poursuite | Mass start | Relais   | Relais mixte                     |
| -------------- | ---------- | -------- | --------- | ---------- | -------- | -------------------------------- |
| Vancouver 2010 | Abandon    | 87e      | -         | -          | -        | Épreuve inexistante à cette date |
| Socthi 2014    | Abandon    | 77e      | -         | -          | -        |                                  |

Légende :
- —  : épreuve non disputée par Karišik